# نوباء كرمية
نوباء كرمية (الاسم العلمي: Alternaria vitis) هو نوع من الفطريات يتبع جنس النوباء من الفصيلة البوغيانية.